# Iglika-Passage
Die Iglika-Passage (bulgarisch проток Иглика protok Iglika) ist eine Meerenge zwischen der Livingston-Insel und den vorgelagerten Zed Islands im Archipel der Südlichen Shetlandinseln. Zwischen Lesidren Island und dem Williams Point erreicht sie eine Breite von 1,53 km.
Bulgarische Wissenschaftler kartierten sie 2009. Die bulgarische Kommission für Antarktische Geographische Namen benannte sie 2010 nach Ortschaften im Norden, Nordosten und Südosten Bulgariens.